# Havrekvarnen

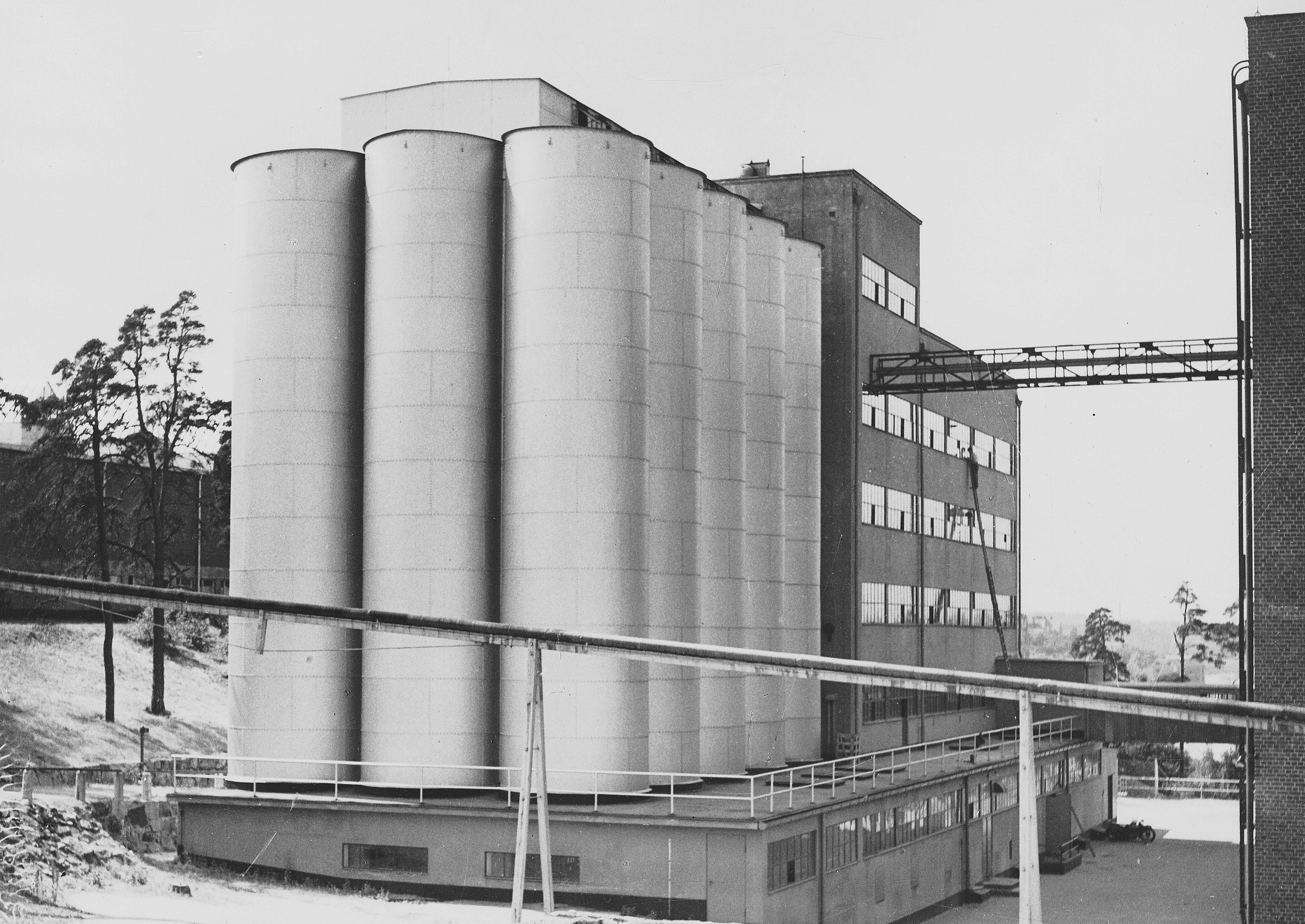
Havrekvarnen på 1950-talet.

Havrekvarnen (även Havregrynskvarnen, fastighet Nacka Sicklaön 38:15) är en kvarnbyggnad på Kvarnholmen vid Saltsjön i Nacka kommun som uppfördes 1927-1928 efter ritningar av arkitekt Artur von Schmalensee på Kooperativa förbundets arkitektkontor. Havrekvarnen är sedan 2016 ett lagskyddat byggnadsminne.

## Beskrivning
Byggnaden var en av de första funktionalistiska industribyggnader som uppfördes i Sverige. Byggnaden har beskrivits som en milstolpe i industriarkitekturen, bland annat lät man här för första gången funktionen synas utanpå istället för att gömmas bakom fasaden.
Byggnaden består av fem plan med en yta på 459 kvadratmeter vardera. Pelare och balkar i ytterväggarna är i betong och huset har en invändig betongstomme med pelare och balkar. Vid den östra sidan av byggnaden finns 15 silorör. Byggnaden skyddas av en detaljplan som slår fast att byggnaden inte får rivas och att bland annat byggnadens fasad ska bevaras. Sex av silorören får rivas, vilket innebär att de nio ursprungliga kommer att finnas kvar. Enligt planen får byggnaden användas för centrumändamål och en upprustning är planerad i samband med omvandlande av Kvarnholmen till en ny stadsdel dominerat av bostäder.
Havrekvarnen är en av flera byggnader som Kooperativa förbundet uppförde på Kvarnholmen efter att de tagit över Kvarnen Tre Kronor 1922 och inlett en stor satsning på att bygga ut verksamheten på Kvarnholmen.

## Bilder

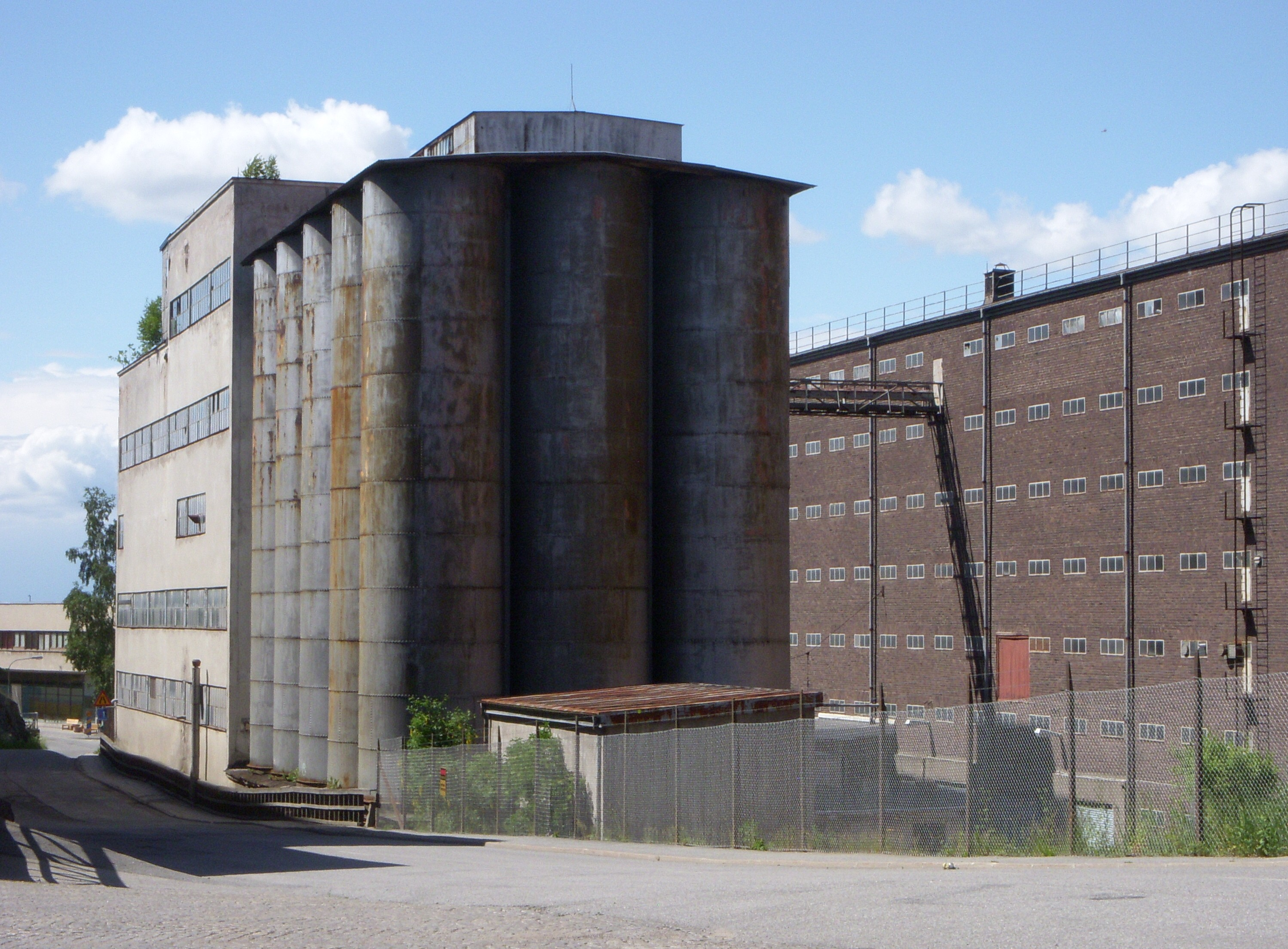
Södra och östra fasaden 2010 med silorören.
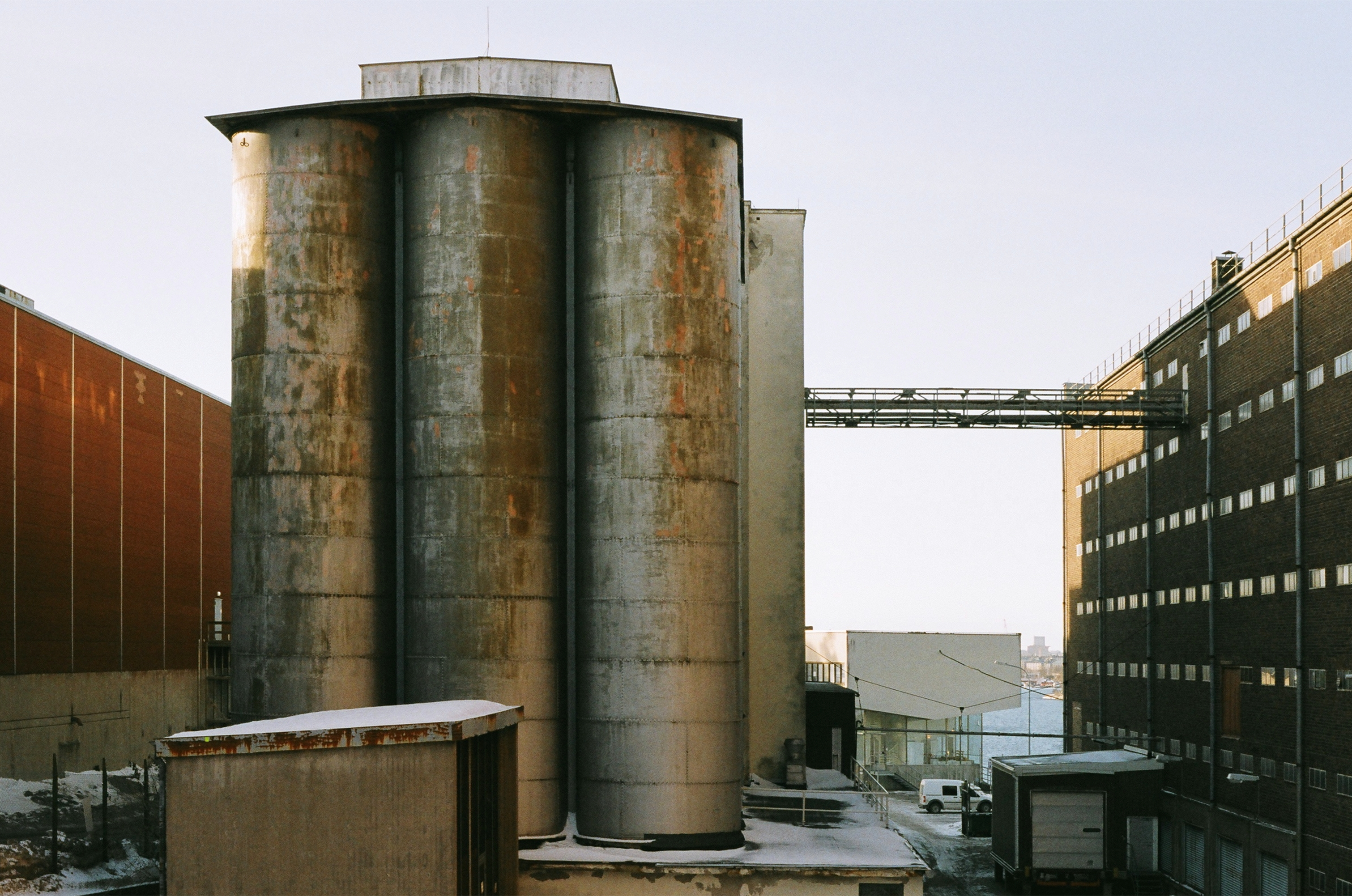
Byggnaden sett från öster 2011.
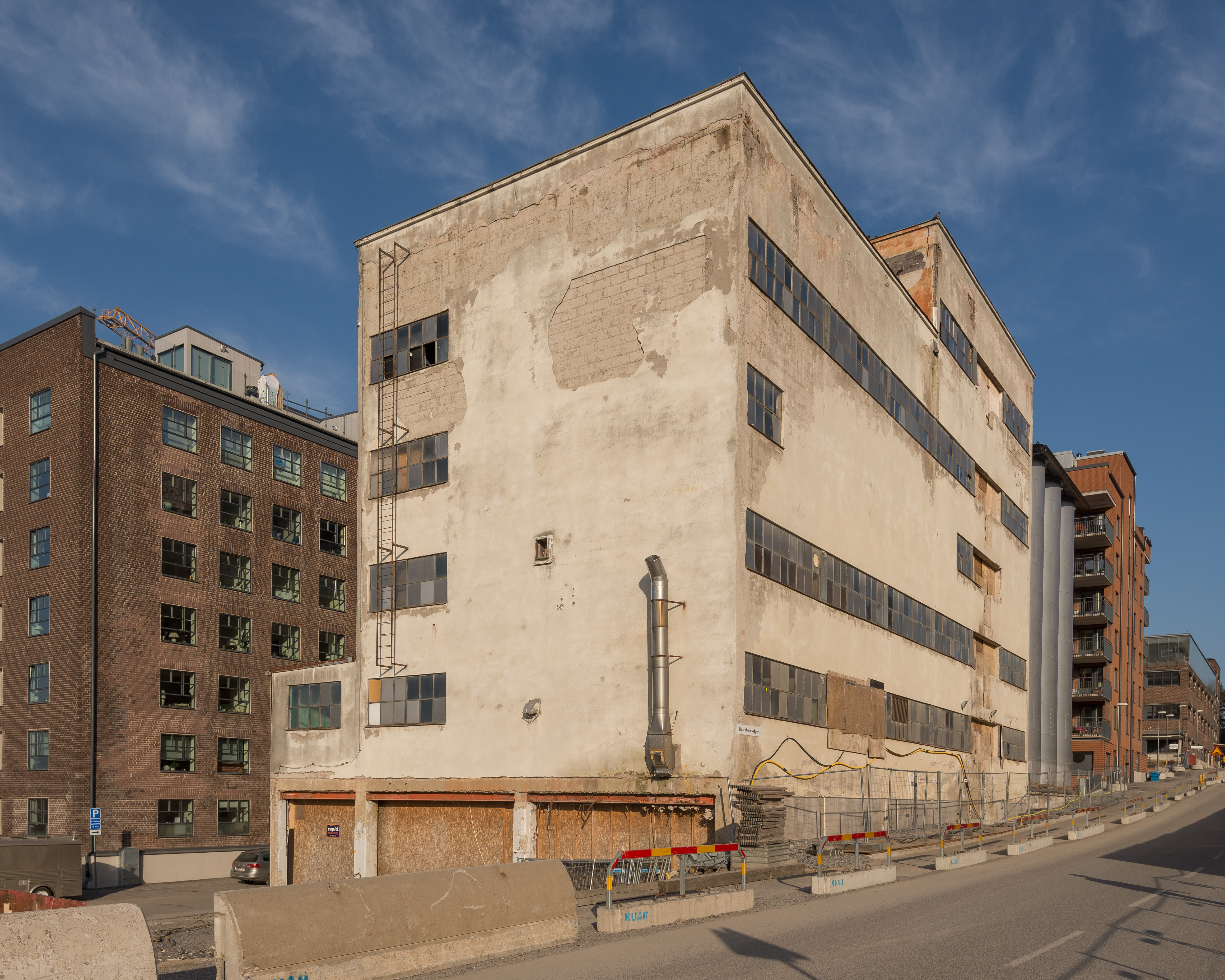
Byggnaden från sydväst, 2015.
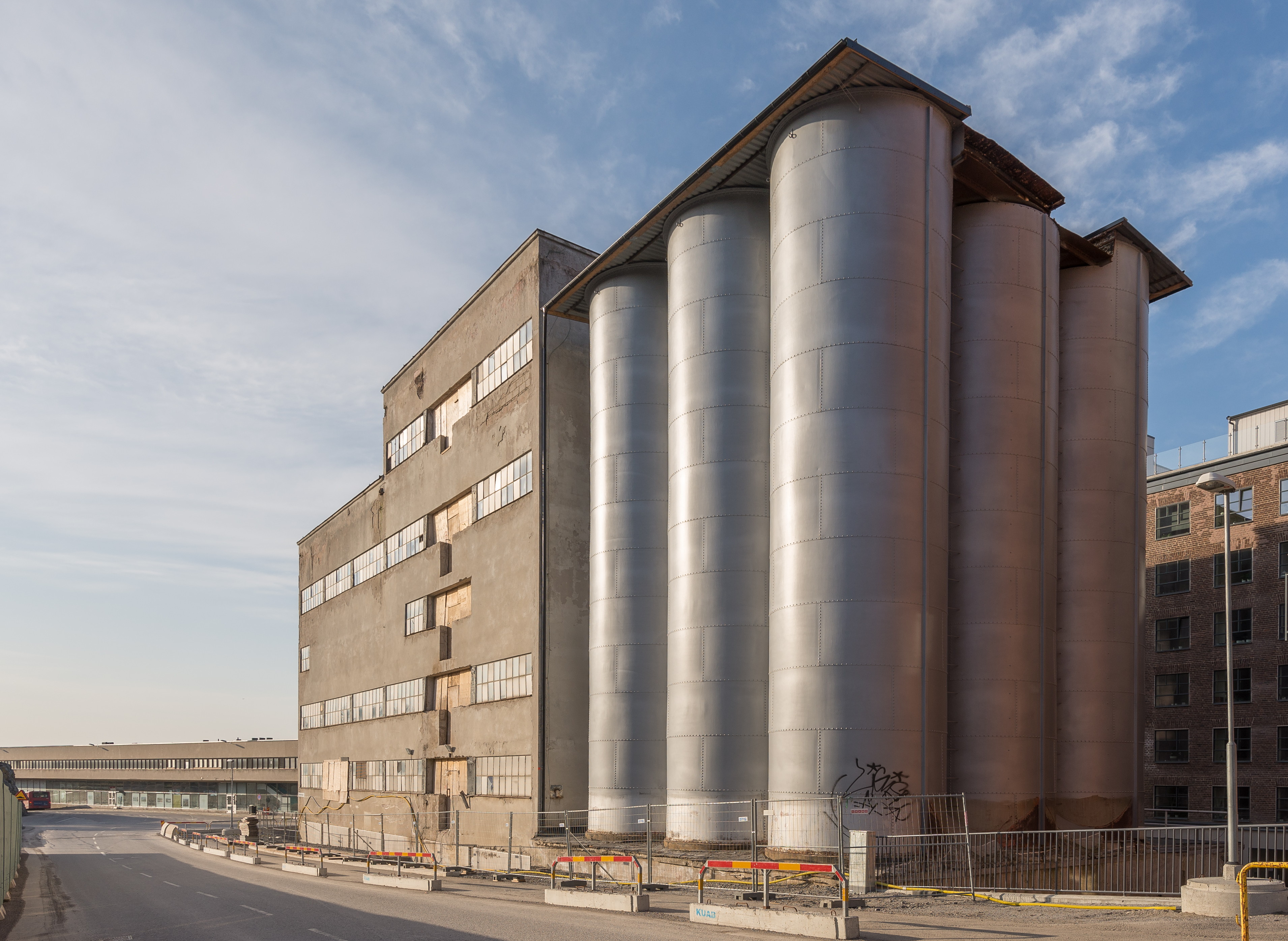
Havrekvarnen under pågående ombyggnad, 2015.